# Porpocera fibulata
Porpocera fibulata är en tvåvingeart som beskrevs av Günther Enderlein 1914. Porpocera fibulata ingår i släktet Porpocera och familjen vapenflugor. Inga underarter finns listade i Catalogue of Life.